# Le Breuil-en-Auge
Le Breuil-en-Auge är en kommun i departementet Calvados i regionen Normandie i norra Frankrike. Kommunen ligger i kantonen Blangy-le-Château som ligger i arrondissementet Lisieux. År 2022 hade Le Breuil-en-Auge 959 invånare.

## Befolkningsutveckling
Antalet invånare i kommunen Le Breuil-en-Auge
Referens: INSEE